# 石田ショーキチ
石田 ショーキチ（いしだ ショーキチ、1968年4月12日 - ）は、日本のミュージシャン、音楽プロデューサー。静岡県静岡市出身。旧名は石田 小吉。本名は石田 昭一。A型。
沼津工業高等専門学校を卒業後、地元の電気メーカーで電気機械の設計職に従事していたが、22歳で上京しSpiral Life、Scudelia Electroを経て、L⇔Rの黒沢健一、スピッツの田村明浩らとMOTORWORKSを結成する。現在は、ソロ活動および村松ショータローとニューインディアンデスロックのギタリストとして活動する他、プロデュースワークを行っている。
好きなものは旧車（主にポルシェ）、釣り、ラーメン・うどん（麺類）、猫、スター・ウォーズ。

## 来歴
- 1992年頃　当時BAKUに在籍した車谷浩司と、共通の知人（後のSpiral Lifeのディレクター）を通じて知り合う。
- 1993年9月1日 車谷浩司とSpiral Lifeを結成
- 1995年 レコーディング・エンジニアの寺田康彦とキーボーディストの吉澤瑛師とScudelia Electroを結成
- 1996年3月23日 横浜アリーナでのライブを最後にSpiral Lifeを活動休止（事実上の解散）
- 1996年9月4日 ジャパンのトリビュートアルバム『Life in Tokyo -a tribute in Japan』でScudelia Electroがデビュー
- 2003年5月14日 6th アルバム『ELECTROCKS』を発売以降Scudelia Electroを活動休止
- 2003年 「石田小吉」から「石田ショーキチ」に改名
- 2004年 L⇔Rの黒沢健一、スピッツの田村明浩、RaFF-CuSSの堀宣良とMOTORWORKSを結成
- 2004年7月28日 シングル「SPEEDER」でMOTORWORKSがデビュー
- 2005年6月17日 SHIBUYA-AXでのライブを最後にScudelia Electroを解散
- 2006年　ソロライブ活動開始。村松ショータローとニューインディアンデスロックに参加。
- 2007年9月19日 ソロデビューアルバム『love your life』発売。
- 2019年4月、活動停止を宣言。以降はスケジュールを消化し続け、4月30日のライブをもって活動休止。その後9月4日にオフィシャルページにて活動再開を宣言[1]した。

## ディスコグラフィー

### シングル
- BLACK BIRD / IT’S A NEW DAY（2006年7月10日発売）ツアー会場及びWEB限定販売
- 30years / Maybe（2006年11月23日発売）ツアー会場及びWEB限定販売
- 七里ガ浜AWAY (2019年10月9日発売)短編映画「家族の地図」エンディングテーマ[2]。
- Love is Blind （2019年11月27日発売）カップリングの「Forget me not」はまちだガールズ・クワイアに提供した「銀河ステーション」のセルフカバー曲[3]。
- 300マイル離れて （2020年1月6日発売）ツアー会場及びWEBで販売、のち2月4日CDショップで販売開始[4]。

### 非売品CD
- love your lifeスペシャルリミックスCD
  - 2007年9月19日発売のアルバムlove your lifeを全国のタワーレコード(web通販含む)にて予約購入者優先先着で「Love your life-TIME to DISCOVERY Remix-」が収録されたスペシャルリミックスCDが特典としてプレゼントされた。
- “SLOW RIDER PLAYED LOUD” EXTRA CD(PLAYED LOUD MAXIMUM)
  - 2008年2月6日発売のライブDVD 『SLOW RIDER PLAYED LOUD ~ LIVE YOUR LIFE TOUR 2007~』を全国のタワーレコード(web通販含む)にて予約購入者優先先着でDVD本編未収録のライブ音源も含む（Slow ride（DVD収録音源)、コスモゼロ、サマーレイン）CDが特典としてプレゼントされた。

- My Oldest Numbers vol.4 SOUVENIR
  - 「20th century flight」のアナザーボーカルバージョンが収録。ライヴ会場での「My Oldest Numbers vol.4」購入特典

### 映像（DVD）
- SLOW RIDER PLAYED LOUD ~ LIVE YOUR LIFE TOUR 2007~（2008年2月6日発売）
  - アルバム『love your life』を引っさげたツアー“LIVE YOUR LIFE 2007”の渋谷クアトロ公演での模様を中心に、プロモーションビデオやオフショット、インタビュー映像を収録

### 参加作品
- オリジナルサウンドブック『カレッジ・オブ・ザ・ウィンド』（2007年7月25日発売）
  - 「BLACK BIRD」収録
- オリジナルサウンドブック『君の心臓の鼓動が聞こえる場所』（2008年11月29日発売）
  - 「It’s a new day. -Caramix-」収録
- キャラメルボックスサウンドブック『エンジェル・イヤーズ・ストーリー』（2009年11月28日発売）
  - 「mizuiro-β」収録
- キャラメルボックスサウンドブック『また逢おうと竜馬は言った』（2010年7月10日発売）
  - 石田ショーキチ全面プロデュース作。「Hydroyd」「Dancing under starlight」「Hydroyd ーEa$y to tell a lie mixー」「You may be...」「Thunder and sword」「Finding sunset」「君のいた夏へ ー10 years after versionー」収録
- キャラメルボックスサウンドブック『サンタクロースが歌ってくれた』 （2010年10月10日発売）
  - 「Dark white shining」収録
- キャラメルボックスサウンドブック『銀河旋律』（2011年7月3日発売）
  - 「Love live round」収録
- キャラメルボックスサウンドブック『流星ワゴン』（2011年12月14日発売）
  - 「Christmas night will come to town」収録
- キャラメルボックス サウンドブック『鍵泥棒のメソッド』（2014年6月5日発売）
  - 「蒼天航路」収録

## 主なプロデュースワークス
- Cocco「首。」「眠れる森の王子様〜春・夏・秋・冬〜」「SING A SONG 〜NO MUSIC, NO LIFE〜」
- 和久井映見「サンクチュアリー」「背中〜愛する人へ〜」
- BUNGEE JUMP FESTIVAL「CAPTAIN PAPA」「阿佐ヶ谷ホームシックブルース」「more vegetable!」「不良少年マーリー」
- LOVE LOVE STRAW
- WINO「太陽は夜も輝く」「Rainbow」「A New World」
- スピッツ『ハヤブサ』「ホタル」「放浪カモメはどこまでも」「遥か」「夢追い虫」「稲穂」
- SOULSBERRY「smash」「stranger」
- ROUND TABLE「No Reaction」(3rd album『RADIO BURNIN'』収録)
- AUDIO RULEZ「雨の中で」「AUDIO RULEZ」
- speena「candy lovely music !!　〜胸のボタンがはじけて〜」「キラキラデイズ」
- すかんち「SCANCHI'N ROLL SHOW II」
- スムルース「沈黙の花言葉」「LIFE イズ 人生」「リリックトリガー」「ロスト イン 宇宙／アンニュイ長距離テレフォンガール」「ムーディー・ムーン・ダンス」「100万枚突破!!!」
- 五島良子「Love Drive」
- メガネビジョン「手紙」「サヨナラ マボロシ」
- もやしバット「月まで」
- デトロイト・メタル・シティ「魔界遊戯〜for the movie〜」
- Aimmy「ブルー・バイブレーション」
- rosy「Tasty」「Rainy Day」「Angel」「Heaven's Gate」
- 岩瀬敬吾「くり返すは口ぐせと罪悪感」「ラウンド」
- H2O 「想い出がいっぱい〜the 21st century」
- school food punishment 「school food is good food」
- ミラクルマーチ 「恋のディスタンス」「恋の乗車券〜Ticket to LOVE〜」「forever my friend」
- READ ALOUD『A』

竹内修との共同プロデュース。
- まちだガールズ・クワイア「GO! GO! クワイア・ガール 」「恋するポルカドットポルカ」「はるかぜリップ」「涙のサンディ」「銀河ステーション」などシングル・アルバムの全面的なプロデュース
- マエソワヒロユキ「NAKED SOWAN - ソワンと呼ばれた男」

## ラジオ番組
- 「ミュージックパイロット」（NHK-FM）（1996年10月4日 - 2000年3月15日）

## エピソード
- 一時期Wikipediaの本エントリに「東京電機大学卒」と記述されていたが、公式サイトにて本人によって否定された。
- 好きな漫画は、西風の「GTロマン」。BSマンガ夜話にも出演している。
- 話術も巧みであり、DJを担当した「ミュージックパイロット」では、ユニークな語り口と選曲から幅広い年齢層から支持を受けた。
- 東京都町田市のサッカークラブ「FC町田ゼルビア」のファンであることを公式ツイッター上で公言している。